# Eilithyia singaporensis
Eilithyia singaporensis är en insektsart som beskrevs av Wang, Liang och Webb 2008. Eilithyia singaporensis ingår i släktet Eilithyia och familjen Tropiduchidae. Inga underarter finns listade i Catalogue of Life.